# Nannophlebia injibandi
Nannophlebia injibandi är en trollsländeart som beskrevs av Watson 1969. Nannophlebia injibandi ingår i släktet Nannophlebia och familjen segeltrollsländor. Inga underarter finns listade i Catalogue of Life.